# Văleni (okręg Ardżesz)
Văleni – wieś w Rumunii, w okręgu Ardżesz, w gminie Sălătrucu. W 2011 roku liczyła 678 mieszkańców.